# Wyoming State Penitentiary
Das Wyoming State Penitentiary ist ein 1901 eröffnetes US-amerikanisches Gefängnis in Rawlins, Carbon County, im US-Bundesstaat Wyoming. Im Jahr 1981 wurde es innerhalb von Rawlins an einen neuen Standort verlegt. Seit 2018 ist es ein staatliches Hochsicherheitsgefängnis für Männer des Wyoming Department of Corrections.
Das Wyoming State Penitentiary beherbergt auch den Todestrakt für Männer und die Hinrichtungskammer, die sich im Sitzungssaal des Bewährungsausschusses des Gefängnisses befindet. Seit der Hinrichtung des verurteilten Mörders Mark Hopkinson im Jahr 1992, nach der Wiedereinführung der Todesstrafe in Wyoming im Jahr 1977, wurde kein Todesurteil mehr vollstreckt; seit 2018 gibt es zudem keine Insassen im Todestrakt.

## Geschichte
Das erste Staatsgefängnis Wyomings, das 1872 in der Nähe von Laramie erbaut und 1901 außer Betrieb genommen wurde, diente von 1872 bis 1890 als Bundesgefängnis und von 1890 bis 1901 als Staatsgefängnis – heute als Wyoming Territorial Prison State Historic Site bekannt.
In den 1890er Jahren begann der Bau des Wyoming State Penitentiary, das 1901 das Staatsgefängnis in Laramie ablöste. Das ursprüngliche Verwaltungsgebäude, ein großer Steinbau, wurde vom Architekten Walter E. Ware aus Salt Lake City entworfen und bis zur Eröffnung zwischen 1894 und 1901 schrittweise errichtet. Die Architektur Wares orientierte sich an Elementen der Neuromanik sowie Einflüssen spanischer Missionen, was sich am Baustil der Mauern und in Merkmalen wie einem Rundbogen, kurzen Säulen mit Blattkapitellen und kegelförmigen Dächern auf dem Turm zeigt. Die Steinschwellen des Gebäudes zeichnen sich teilweise durch ein Oberflächenmuster aus dichten, aber unregelmäßigen Linien aus, die an die Formen von Würmern oder Wurmspuren im Schlamm oder nassen Sand erinnern (Vermikulation; von lat. vermiculus für „kleiner Wurm“). Das Zuchthaus wurde 1901 fertiggestellt.
Das von Ware entworfene Gefängnis war achtzig Jahre lang in Betrieb. Der Serienmörder Henry Ruhl wurde dort 1945 hingerichtet, als einzige Person, die von der US-Regierung bis 1992 in Wyoming hingerichtet wurde. Das alte Gefängnis wurde 1981 geschlossen und innerhalb von Rawlins durch einen Neubau an einem anderen Standort ersetzt. Das Gebäude von 1901 ist heute ein Museum: das ehemalige Wyoming Frontier Prison. Besucher können an Führungen durch das alte Gefängnis teilnehmen und es gibt Ausstellungen, die die Geschichte des alten und neuen Gefängnis erzählen; es beherbergt auch das Wyoming Peace Officers’ Museum.
Der Wyoming State Penitentiary District an der Sixth Street und an der Walnut Street von Rawlins umfasst 12 Hektar und gilt als historischer Bezirk, der am 26. Mai 1983 in das National Register of Historic Places (NRHP-Nummer 83003360) aufgenommen wurde. Die Eintragung umfasst insgesamt vierzehn Gebäude des Bezirks, so genannte Contributing Properties.

## Neubau

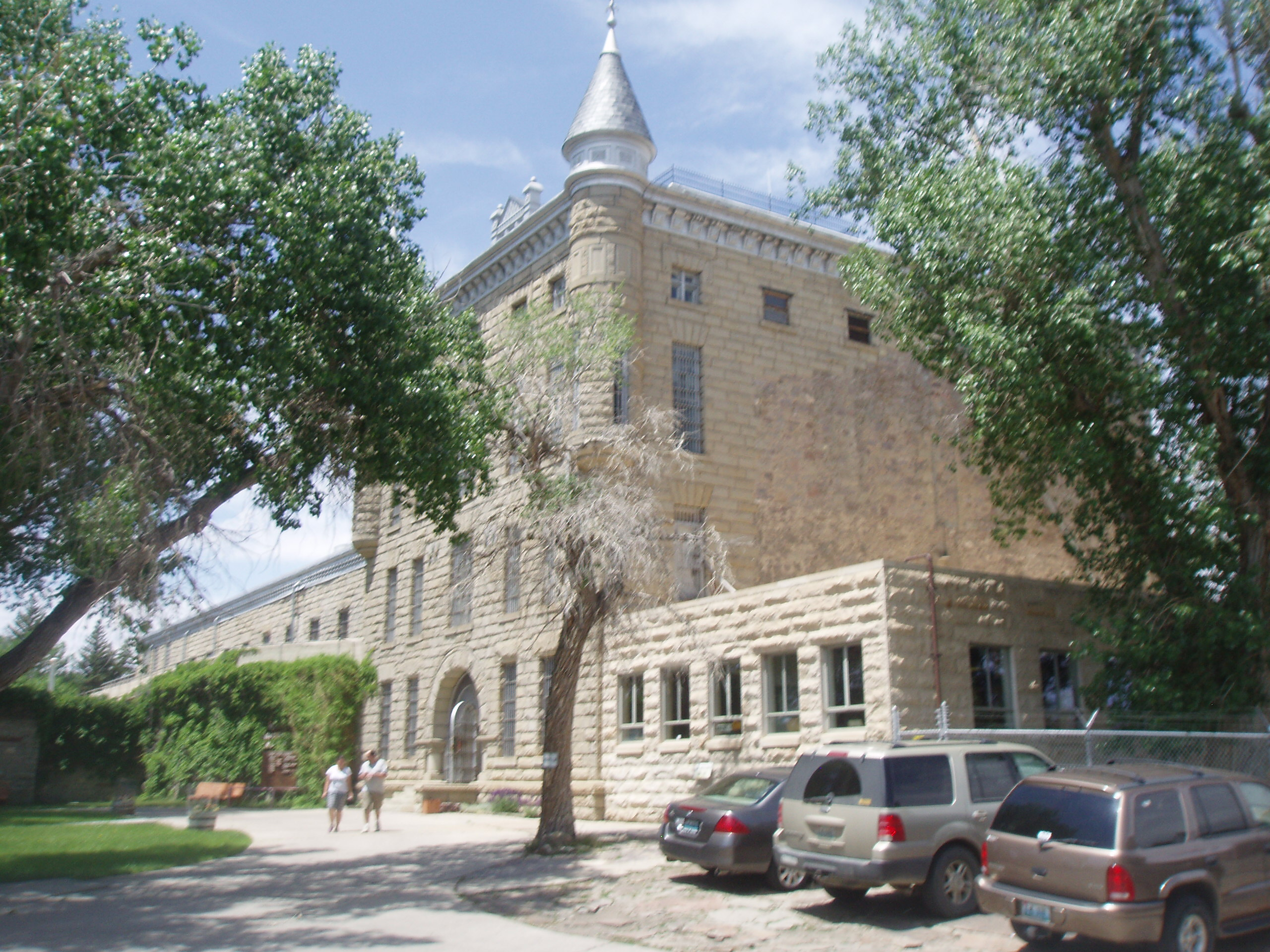
Wyoming Frontier Prison (1901), 500 W. Walnut Street

Der Neubaukomplex, der 1980 am 2900 South Higley Boulevard eröffnet wurde, beherbergte zunächst knapp 550 Gefangene mittlerer Sicherheitsstufe im Block C und wurde über die Jahre auf 780 Plätze erweitert. 1983 wurde der Anlage ein Wachturm im Westen, im Folgejahr ein Wachtturm im Osten hinzugefügt. 1995 erhielt die Einrichtung eine Intensivbehandlungseinheit (ITU) für langjährige Drogenabhängige. Der ursprüngliche Teil des Komplexes wurde 2001 geschlossen, der heute als Nordanlage (engl. North Facility) bezeichnet wird. Die modernere Südanlage zählt zur dritten Generation von Hochsicherheitseinrichtungen (HSSN; Level IV/Level V Maximum Security) mit einzelnen Zellen für 826 Gefangene.
Ausschlaggebend für den Neubau der Südanlage waren Probleme mit dem sternförmigen bzw. blockförmigen Grundriss der Nordanlage, mit engen Gängen und unübersichtliche Ecken, die eine Gefahr für das Personal darstellten und schließlich zum tödlichen Angriff auf einen Aufseher, Wayne Martinez, durch drei Häftlinge führten. Diese verschafften sich Zugang zum Kontrollzentrum, in dem sich Martinez befand, griffen ihn mit einem Feuerlöscher an und stachen über dreißig Mal auf ihn ein. Zwei der an dem Angriff beteiligten Häftlinge erhielten lebenslängliche Haftstrafen ohne die Möglichkeit einer Bewährung, während der dritte zum Tode verurteilt wurde. In Erinnerung an Martinez wurde das Wayne Martinez Training Center nach ihm benannt. Die Nordanlage ist heute verwaist.
Vor 1991 betrieb das Wyoming Board of Charities and Reform (BCR) das Gefängnis, seitdem wird es von der Strafvollzugsbehörde von Wyoming betrieben, dem Wyoming Department of Corrections (WDOC).

## Bekannte Insassen
- Anderson Lee Aldrich (* 2000): Attentäter des Amoklauf im Club Q in Colorado Springs
- William L. „Wild Bill“ Carlisle (1890–1964): berühmter Zugräuber, begnadigt
- Russell Henderson: einer der Mörder von Matthew Shepard (verlegt in die Wyoming Medium Correctional Institution)
- Mark Hopkinson (1949–1992): Serienmörder, hingerichtet
- Diazien Hossencofft (* 1965): Mörder von Girly Chew Hossencofft
- Aaron McKinney (* 1976): einer der Mörder von Matthew Shepard
- Henry Ruhl (1909–1945): Serienmörder, hingerichtet
- James Wiley (* 1975): ermordete seine Stiefmutter und seine drei Stiefbrüder